# 밀레니엄교 (포드고리차)

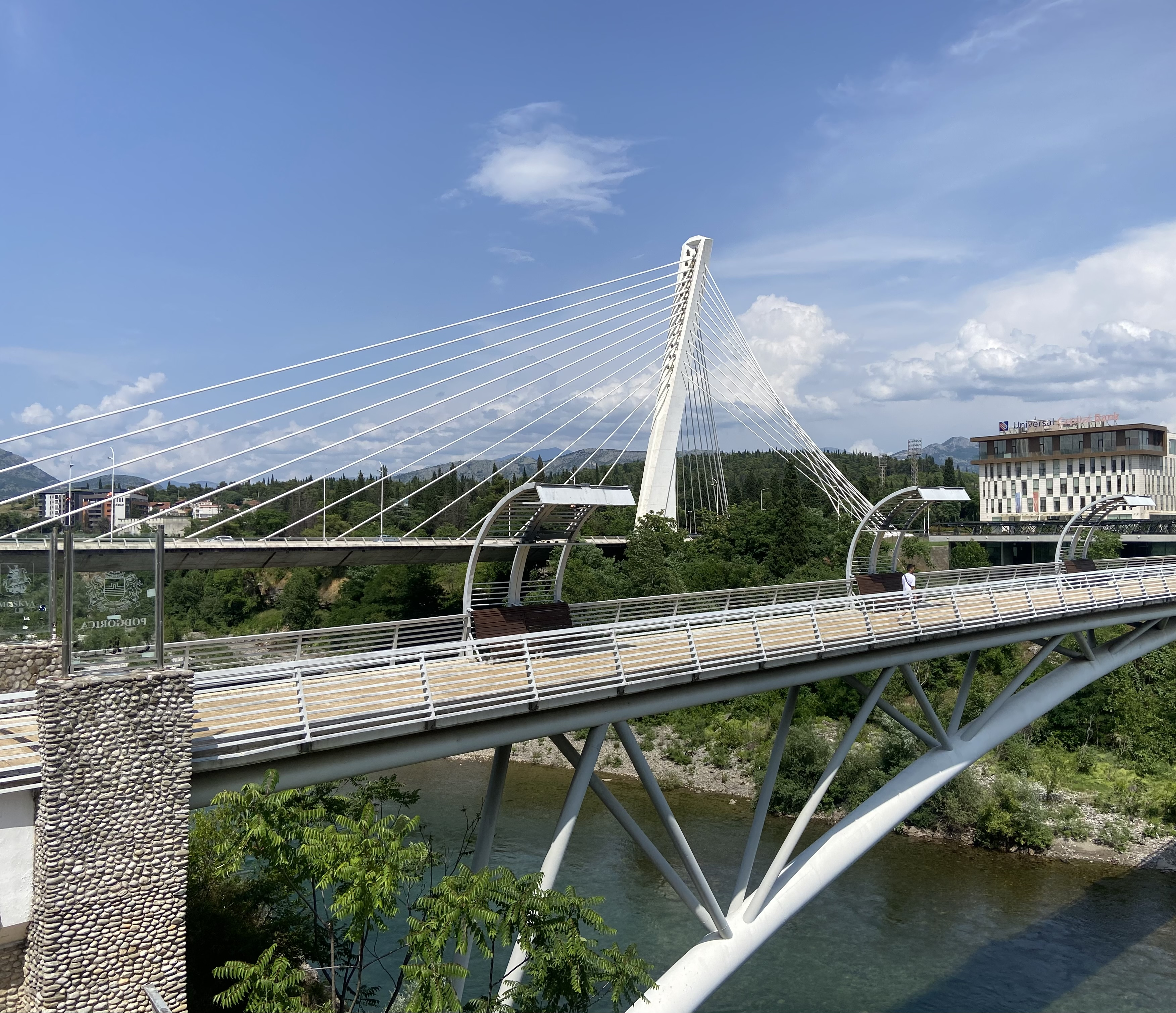
밀레니엄교

밀레니엄교(몬테네그로어: Мост Миленијум / Most Milenijum)는 몬테네그로 포드고리차에 있는 사장교로, 모라차강 위에 있다.